# Indiana Jones et le Temple maudit
Série Indiana Jones
Les Aventuriers de l'arche perdue
(1981) La Dernière Croisade
(1989)
Pour plus de détails, voir Fiche technique et Distribution.
Indiana Jones et le Temple maudit (Indiana Jones and the Temple of Doom) est un film d'aventures américain réalisé par Steven Spielberg, produit et coécrit par George Lucas, sorti en 1984.
Il s'agit du deuxième volet de la série de cinq films centrée sur le personnage d'Indiana Jones. Son action se déroule en 1935, soit un an avant celle du premier volet, Les Aventuriers de l'arche perdue ; il s'agit donc d'une préquelle.

## Synopsis
Shanghaï, 1935. Le docteur en archéologie et aventurier Indiana Jones se rend dans un bar chinois appartenant au gangster Lao Che. Il doit récupérer un diamant en échange des cendres de l'empereur Nurhachi, que Lao Che désire. Mais, au cours de l'échange, le docteur Jones est trahi par Lao Che qui l'empoisonne, lui signifiant qu'il est prêt à lui échanger une fiole d'antidote contre la restitution du diamant. La rencontre tourne à la fusillade. Indiana réussit à s'enfuir, emmenant avec lui Willie Scott, une meneuse de revue du bar qui s'intéressait à la pierre et qui a récupéré l'antidote dans la bagarre. Après avoir absorbé le contenu de la fiole, tous deux parviennent à gagner l'aérodrome grâce à la complicité de Demi-Lune, le petit protégé débrouillard chinois d'Indiana, âgé de onze ans, qui a dérobé une voiture et les récupère à bord du véhicule in extremis. Tous trois sautent alors dans un avion qui s'avère appartenir à Lao Che.
Aussi au cours du vol, les pilotes sautent-ils en parachute après avoir vidé les réservoirs, laissant les passagers seuls à bord. Utilisant de façon originale un canot de sauvetage pneumatique pour amortir leur chute, Indiana, Willie et Demi-Lune sautent de l'avion sur une montagne et parviennent à s'échapper de la carlingue sains et saufs avant que l'avion ne s'écrase.
Il s'avère qu'ils ont atterri en Inde et arrivent peu après dans un village pauvre, Mayapore, dont tous les enfants ont été enlevés, en même temps que la pierre sacrée que détenaient les  villageois qui leur a été dérobée. Acceptant d'aider les villageois, le docteur Jones et ses compagnons se rendent au palais de Pankot qui est, d'après les villageois, la source du mal.
Indiana pense que la pierre sacrée dérobée aux villageois pourrait être l'une des cinq pierres de Sankara, dont la possession garantit fortune et gloire. À Pankot, le trio est accueilli par le jeune maharadjah Zalim Singh et Chattar Lal, son premier ministre. Mais, au cours du banquet donné en leur honneur (qui n'est pas du tout appétissant pour les occidentaux), les questions d'Indiana sur le sort des enfants du village et le fait que la secte des Thugs pourrait être mêlée à l'enlèvement sont éludées par le premier ministre. Au cours de la nuit, alors qu'un jeu de séduction s'est mis en place entre Indiana et Willie, Indiana échappe à une tentative d'assassinat. Accompagné de Willie et de Demi-lune, il s'engage ensuite dans des passages secrets sous le palais.
Le trio arrive jusqu'à un temple souterrain où des Thugs, dirigés par le grand prêtre Mola Ram, procèdent à un sacrifice humain en l'honneur de la déesse maléfique Kâlî. Mola Ram, qui possède déjà trois des pierres de Sankara, a réduit en esclavage les enfants du village (et ceux des villages environnants) afin qu'ils creusent pour lui dans la mine pour trouver les deux pierres de Sankara restantes, cachées là par un grand prêtre à l'époque de l'extermination de la secte par l'armée britannique.
Peu après, Indiana et ses amis sont découverts et capturés. Le docteur Jones est ensuite forcé de boire une potion qui le fait obéir aveuglément à Mola Ram tandis que Demi-lune est ajouté aux esclaves de la mine et que Willie doit être sacrifiée par Indiana. Mais Demi-lune parvient à s'échapper et arrive à sortir Indiana de son état hypnotique en le touchant à la poitrine avec une torche enflammée, ce qui le libère des effets de la potion. Ayant retrouvé la conscience, Indiana Jones déjoue le rite du sacrifice avec Demi-lune, sauvant ensuite Willie, puis récupèrent les trois pierres de Sankara et libèrent les enfants. Indiana se retrouve alors aux prises du puissant garde qui avait tenté de le tuer plus tôt dans la chambre. Affaibli par les coups de poignards portés à la poupée vaudou à son effigie par le jeune maharadjah qui assiste à la scène du haut d'une corniche, Indiana s'écroule plusieurs fois, avant que Demi-lune ne parvienne à appliquer une torche enflammée sur Zalim Singh, libérant ce dernier du « sommeil noir de Kali » duquel il était retenu prisonnier par les Thugs. Retrouvant alors ses pleines aptitudes à combattre, Indiana se débarrasse de son adversaire, qui succombe happé par le concasseur sur le tapis convoyeur duquel avait lieu l'affrontement, happé par sa ceinture.
Poursuivis par Mola Ram et ses hommes, le trio s'échappe à bord d'un wagonnet de mine. Ainsi commence une course-poursuite dans les mines, durant laquelle le trio met en déroute les gardes de Mola Ram, qui de son côté fait inonder le tunnel. Néanmoins, après de nombreuses péripéties, le trio débouche in extremis à l'air libre avant que l'eau ne s'y déverse. Alors qu'ils traversent un long pont de singe qui relie deux portions de la montagne, ils sont encerclés par les Thugs de Mola Ram. Tandis que le prêtre et ses hommes approchent d'eux, Indiana ordonne à ses amis de s'accrocher solidement au pont, puis coupe les cordes avec un sabre, détruisant le pont et projetant plusieurs Thugs dans le fleuve en contrebas, infesté de crocodiles affamés.
À l'issue d'un combat acharné entre Indiana Jones et Mola Ram, Indiana invoque Shiva en psalmodiant sur le thème de la trahison dont s'est rendu coupable le grand prêtre, ce qui rend les pierres incandescentes. Mola Ram, incapable d'éviter que deux d'entre elles ne tombent dans le fleuve, tente d'intercepter la troisième mais elle lui brûle les doigts, le faisant chuter dans le fleuve et l'amenant à être dévoré à son tour par les crocodiles, tandis qu'Indiana parvient à la récupérer. Les Thugs restants sont mis en déroute par l'arrivée inopinée d'une troupe de soldats de l'armée des Indes dirigée par le capitaine britannique Blumburtt, envoyée par le maharadjah de Pankot, puis certains Thugs sont soit abattus, soit arrêtés. Finalement, Indiana, Willie et Demi-Lune retournent au village avec la pierre sacrée et les enfants.
Pour finir Indiana demande à Willie, si elle souhaite solliciter son aide afin de rentrer chez elle, ce que cette dernière refuse prétextant que c'est bien la dernière chose dont elle a envie. Mais alors qu'elle commence à s'éloigner, Indiana l'attire à lui à l'aide de son fouet et l'embrasse fougueusement sous les rires des enfants du village et de Demi-lune, juché sur un éléphant qui asperge le couple à l'aide de sa trompe.

## Fiche technique
Sauf indication contraire, les informations mentionnées dans cette section peuvent être confirmées par les bases de données cinématographiques IMDb et Allociné,  présentes dans la section « Liens externes ».
- Titre original : Indiana Jones and the Temple of Doom
- Titre français et québécois : Indiana Jones et le Temple maudit
- Réalisation : Steven Spielberg
- Scénario : Willard Huyck et Gloria Katz, d'après une histoire de George Lucas
- Musique : John Williams
- Direction artistique : Roger Cain et Alan Cassie
- Décors : Elliot Scott
- Costumes : Anthony Powell
- Maquillage : Connie Reeve, Peter Robb-King et Tom Smith
- Photographie : Douglas Slocombe et Paul Beeson (prises de vues additionnelles)
- Son : Ben Burtt, Gary Summers, Randy Thom
- Montage : Michael Kahn
- Production : Robert Watts
  - Production déléguée : George Lucas et Frank Marshall
  - Production associée : Kathleen Kennedy
- Sociétés de production : Lucasfilm Ltd. LLC, présenté par Paramount Pictures
- Sociétés de distribution : Paramount Pictures (États-Unis, Québec), Cinema International Corporation (France)
- Budget : 28 millions de $[1],[2]
- Pays de production :  États-Unis
- Langues originales : anglais, sinhala, hindi
- Format : couleur (DeLuxe) 
  - Version 35 mm — 2,39:1 (CinemaScope / Panavision) — son Dolby stéréo
  - Version 70 mm — 2,20:1 (Panavision 70) — Son stéréo 6 pistes
- Genre : aventure, action, fantastique
- Durée : 118 minutes
- Dates de sortie :
  - États-Unis, Canada : 23 mai 1984[3]
  - France : 12 septembre 1984
  - Belgique : 23 septembre 1984
- Classification :
  - États-Unis : des scènes peuvent heurter les enfants - accord parental souhaitable (PG - Parental Guidance Suggested)
  - France : tous publics (conseillé à partir de 10 ans)[4],[5]
  - Belgique : tous publics (Alle Leeftijden)[6]
  - Québec : 13 ans et plus (13+ / 13 years and over) requalifié en 2003 tous publics - déconseillé aux jeunes enfants (G - General Rating)[3]

## Distribution
- Harrison Ford (VF : Francis Lax) : le docteur Indiana Jones
- Kate Capshaw (VF : Béatrice Delfe) : Wilhelmina « Willie » Scott
- Ke Huy Quan (VF : Jackie Berger) : Demi-Lune (« Short Round » en VO)
- Amrish Puri (VF : André Valmy) : le prêtre Mola Ram
- Roshan Seth (VF : Roger Mollien) : Chattar Lal
- Philip Stone (VF : Jean Berger) : le capitaine Blumburtt
- Roy Chiao (VO : Ron Taylor ; VF : Henry Djanik) : Lao Che, le mafieux chinois à Shanghaï
- David Yip : (VF : Jacques Chevalier) Wu Han
- Ric Young : Kao Kan, le plus jeune fils de Lao Che
- Dan Aykroyd (VF : Julien Thomast) : Art Weber
- D.R. Nanayakkara : le chaman du village
- Dharmadasa Kuruppu (VF : René Bériard) : le chef du village
- Raj Singh : Zalim Singh, le maharadjah de Pankot
- Pat Roach : le chef des gardes de la mine
- George Lucas : un missionnaire (caméo non crédité)
- Frank Marshall : un touriste à l'aéroport (caméo non crédité)
- Steven Spielberg : un touriste à l'aéroport (caméo non crédité)
- Vic Armstrong : cascadeur qui double Harrison Ford

Source et légende : Version française (V. F.) sur Voxofilm

## Production

### Attribution des rôles
L'actrice Sharon Stone est pressentie pour le rôle de Willie, finalement interprété par Kate Capshaw.
Ce film est l'occasion des retrouvailles entre deux grands acteurs indiens, Roshan Seth et Amrish Puri, qui avaient tourné deux ans plus tôt aux côtés de leur compatriote Ben Kingsley dans Gandhi de Richard Attenborough.

### Tournage

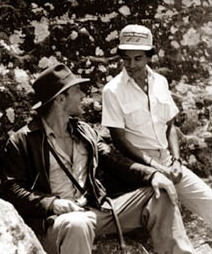
Harrison Ford avec le producteur Chandran Rutnam sur le tournage du film au Sri Lanka.

Le script ayant déplu aux autorités indiennes, celles-ci refusent de donner une autorisation de tournage sur leur territoire. Le tournage commence donc à Kandy au Sri Lanka, le 18 avril 1983, à proximité d'un endroit où une société d'ingénierie britannique était en train de construire un barrage. Pour la construction du pont suspendu au-dessus de la gorge, l'équipe du film fait donc appel à cette société. Le tournage se poursuit aux studios d'Elstree à partir du 5 mai. Aussi, pour simuler le sectionnement du pont par le coup de sabre d'Indy, des pétards ont été placés au centre des cordages.
Durant le tournage, l'acteur principal Harrison Ford souffre de problèmes de disques intervertébraux, au point même de se faire une hernie discale en jouant la scène du corps à corps entre Indy et un thug dans la chambre du palais. L'acteur est rapatrié d'urgence aux États-Unis pour une hospitalisation de six semaines. Le réalisateur Steven Spielberg continue malgré tout les prises de vues avec le cascadeur Vic Armstrong. Le réalisateur filme notamment la scène de la bagarre opposant Indy et le colossal assaillant Thug qui finit écrasé par le concasseur, le héros n'étant filmé que de dos et de loin (pour ne pas révéler le visage d'Armstrong à l'image). Lorsque Harrison Ford revient sur le plateau, Steven Spielberg filme quelques gros plans de son visage pour rendre la scène plus crédible.
L'acteur indien D. R. Nanayakkara, ne parlant pas anglais, se contente de répéter les répliques que Spielberg lui souffle. Ce détail est marqué par le fait que le personnage effectue une pause entre chaque phrase[réf. nécessaire].
Pour le tournage de la scène de la course en wagonnet dans la mine, les ingénieurs du son enregistrent les bruits à l'intérieur de l'attraction Big Thunder Mountain de Disneyland.

## Musique
La chanson interprétée en mandarin dans le club de Shanghai par l'actrice Kate Capshaw est une adaptation d'une chanson de la comédie musicale Anything Goes créée par Cole Porter[réf. nécessaire].

## Accueil

### Accueil critique
Sur le site agrégateur de critiques Rotten Tomatoes, le film obtient un score de 84 % d'avis favorables, sur la base de 68 critiques collectées et une note moyenne de 7,10/10 ; le consensus du site indique : « Il est peut-être trop "sombre" pour certains, mais [Indiana Jones et le Temple maudit] reste un spectacle d'aventure ingénieux qui présente l'une des meilleures équipes de réalisateurs d'Hollywood sous forme vintage ». Sur Metacritic, le film obtient une note moyenne pondérée de 57 sur 100, sur la base de 14 critiques collectées ; le consensus du site indique : « Avis mitigés ou moyens ».
En 2008, le magazine Empire classe le film à la 233e place de sa liste des « 500 meilleurs films de tous les temps ».
Jacques Lourcelles, dans son Dictionnaire du cinéma juge le film supérieur au précédent opus, Les Aventuriers de l'arche perdue, mais regrette que la plupart des idées aient été empruntées aux films d'aventures exotiques tels que le pratiquait autrefois Hollywood, avec simplement un humour plus moderne visant à rendre le spectateur complice des péripéties. Il note l'absence de consistance des personnages, indiquant que leur seule raison d'être est d'échapper à mille morts, typique du cinéma de Spielberg, caractérisé par « une impuissance peu commune à faire vivre des personnages » en dépit de sa « perfection artisanale ».

### Box-office
Le film rapporte 333 107 271 $ au box-office mondial, dont 179 870 271 $ aux États-Unis. C'est le troisième film à avoir réalisé le plus de recettes en 1984 aux États-Unis, derrière Le Flic de Beverly Hills et SOS Fantômes. En France, le film réalise 5 683 254 entrées.
| Pays ou région    | Box-office        | Date d'arrêt du box-office | Nombre de semaines |
| ----------------- | ----------------- | -------------------------- | ------------------ |
| États-Unis Canada | 179 870 271 $     | 8 octobre 1984             | 19                 |
| France            | 5 683 254 entrées | -                          | -                  |
| Total mondial     | 333 107 271 $     | -                          | -                  |

## Distinctions
Entre 1984 et 2019, le film Indiana Jones et le Temple maudit est sélectionné 21 fois dans diverses catégories et a remporté 7 récompenses,.

### Récompenses

#### 1984
- Jupiter Awards :
  - Meilleur film international pour Steven Spielberg
  - Meilleur acteur international pour Harrison Ford

#### 1985
- British Academy Film Awards : meilleurs effets visuels pour George Gibbs, Michael J. McAlister, Dennis Muren et Lorne Peterson
- Goldene Leinwand : Golden Screen[Note 1]
- Oscars : meilleurs effets visuels pour George Gibbs, Michael J. McAlister, Dennis Muren et Lorne Peterson
- Young Artist Awards : meilleur jeune acteur dans un second rôle dans une comédie musicale, une comédie, une aventure ou un drame pour Jonathan Ke Quan

#### 2019
- Inscription au temple de la renommée des meilleurs films de l'OFTA

### Nominations

#### 1984
- British Society of Cinematographers Awards : meilleure photographie pour Douglas Slocombe

#### 1985
- Saturn Awards :
  - Meilleur film fantastique
  - Meilleure réalisation pour Steven Spielberg
  - Meilleur acteur pour Harrison Ford
  - Meilleur jeune acteur pour Ke Huy Quan
  - Meilleur scénario pour Willard Huyck et Gloria Katz
  - Meilleurs costumes pour Anthony Powell
  - Meilleur maquillage pour  Tom Smith
- British Academy Film Awards :
  - Meilleure photographie pour Douglas Slocombe
  - Meilleur montage pour Michael Kahn
  - Meilleur son pour Ben Burtt, Simon Kaye et Laurel Ladevich
- Japan Academy Prize : meilleur film étranger
- Oscars : meilleure musique originale pour John Williams

### Sélections

#### 1984
- Festival du cinéma américain de Deauville : premières - hors compétition[18]

## Éditions en vidéo
En France, le film Indiana Jones et le Temple maudit est sorti en DVD le 13 mai 2008, puis sort en Blu-ray le 16 décembre 2013. Le film est également sorti en VOD le 14 novembre 2017.
À la suite des évolutions techniques afin d'améliorer la qualité d'image et de sons, le film sort dans une édition SteelBook 4K Ultra HD + Blu-ray le 13 juillet 2022, puis ressort en simple 4K Ultra HD le 7 juin 2023.

## Adaptation
Le film a fait l'objet d'une adaptation en bande dessinée par l'éditeur de comic books américain Marvel Comics, scénarisée par David Michelinie et dessinée par Jackson Guice. Elle a été éditée en France par Carrère-Lafon en septembre 1984.

## Analyse